# Philodromus caspius
Philodromus caspius es una especie de araña cangrejo del género Philodromus, familia Philodromidae. Fue descrita científicamente por A. V. Ponomarev en 2008.

## Distribución
Esta especie se encuentra en el sur de Rusia y el oeste de Kazajistán.